# Tulasnella bifrons
Tulasnella bifrons é uma espécie de fungo pertencente à família Tulasnellaceae.